# ونغيني
ونغيني هي قرية تقع في إقليم ياش في رومانيا وبلغ عدد سكانها 4,500 نسمة عام 2002.